# Nieuwe Historici
De Nieuwe Historici (Hebreeuws: ההיסטוריונים החדשים, HaHistoryonim HaHadashim) vormen een stroming binnen de geschiedschrijving over Israël, die kritisch staat tegenover het zionistische narratief dat binnen Israël traditioneel wordt verteld. Door het beschikbaar komen van voorheen geheim gehouden Israëlische archieven, zijn documenten gevonden die een ander licht werpen op onderdelen van het gebruikelijke als correct aanvaarde verhaal. De Nieuwe Historici willen dit narratief kritisch beoordelen en waar nodig aanpassen aan nieuw ontdekte feiten.
Belangrijke Nieuwe Historici van het eerste uur zijn Benny Morris, Ilan Pappé, Avi Shlaim, Simha Flappan en Tom Segev. De Nieuwe Historici hebben vooral in Israël een heftig debat uitgelokt tussen conventionele en progressievere historici. Historici die zeer kritisch en afwijzend tegenover deze stroming staan, zijn Efraim Karsh, Anita Shapira en Shabtai Tevet. Historici die kritisch zijn, omdat zij Nieuwe Historici te conventioneel prozionistisch vinden, zijn Norman Finkelstein en Nur Masalha en onderling ook Pappé en Shlaim ten aanzien van Morris.

## Ontstaan
De term Nieuwe Historici wordt toegeschreven aan de – zelf hiertoe gerekende – onderzoeker Benny Morris. Zij vormden in de jaren 1980 een nieuwe stroming binnen de Israëlische geschiedschrijving, toen geheime archieven 30 jaar na de stichting van de staat openbaar werden gemaakt. Deze archieven bleken gegevens te bevatten, die strijdig waren met ideeën over de geschiedenis van de staat Israël die tot dan algemeen als de waarheid werden aangenomen. De Nieuwe Historici willen de geschiedschrijving meer in overeenstemming brengen met de nieuw ontdekte feiten.
Benny Morris gaf in 1988 de aanzet tot deze controversiële herschrijving van de geschiedenis, met zijn boek The Birth of the Palestinian Refugee Problem, 1947—1949, over de massale vlucht van de Palestijnen tijdens de  Arabisch-Israëlische Oorlog van 1948. In dit boek toonde Morris op basis van Israëlische documenten aan, dat de Palestijnen voornamelijk waren gevlucht als gevolg van Israëlische acties en dat er bevelen waren gegeven om hen te verdrijven.
Volgens de tot de Nieuwe Historici gerekende Avi Shlaim was ook de Israëlische invasie in Libanon in 1982 een keerpunt in de geschiedschrijving, toen premier Menachem Begin toegaf dat die oorlog, net als de Suezcrisis van 1956, een gekozen oorlog was, gericht op politieke doelen. Tot dan hadden zionistische leiders een imago van vredesduiven gecultiveerd.
Shlaim schreef in 2003, dat de standaard zionistische versie van de historie over het ontstaan van de staat Israël selectief, simplistisch en op eigenbelang gericht was. Het prentte bij Joden met een oorsprong uit verschillende landen een gevoel van gezamenlijke nationaliteit in en wekte internationale sympathie en steun op voor de ontluikende staat, maar leverde geen wederzijds begrip en verzoening op tussen Joden en Arabieren. Terwijl het narratief van de Palestijnen spreekt van De Nakba, waarbij zij zichzelf zien als de slachtoffers, waren de Israëli's als overwinnaars in staat hun versie te propageren, waarin zij de slachtoffers zijn. Shlaim refereert aan vier in 2018 verschenen boeken van Nieuwe Historici – inclusief van hemzelf – die het verhaal van conventionele zionisten aanvechten. Het idee om een kunstmatige eenheid onder alle immigranten te smeden door middel van nationale mythen en symbolen gaat terug op Ben-Gurion en het Mapai leiderschap.

### Onderlinge verschillen
De Nieuwe Historici vormen geen homogene groep die er gelijkluidende standpunten eropna houdt. Zo staan Ilan Pappé en Benny Morris, twee van de bekendste proponenten van de stroming, ver uiteen wat hun ideologie betreft. Beide zien dat de verdrijving opzettelijk was, maar Morris gaf later aan dat deze wel moést wilde er een joodse staat gerealiseerd worden.
Pappé houdt er linkse denkbeelden op na en was parlementslid voor Hadash.
Hij beschrijft in zijn boek "The Ethnic Cleansing of Palestine" uit 2006 - o.a. gebruik makend van archiefmateriaal (o.a. Palmach archives, IDF-archives, Israeli State archives, Ben Gurion archives, Red Cross archives etc.) - dat er wel degelijk een plan was voor de verdrijving van de Palestijnse bevolking en hoe dit werd gerealiseerd. In zijn voorwoord schrijft hij o.a.: Op een koude woensdagmiddag, de 10e maart 1948, legde in dit gebouw (het niet meer bestaande "Rode Huis" in Tel Aviv) een groep van 11 man de laatste hand aan een plan voor de etnische zuivering van Palestina. Diezelfde avond nog gingen militaire orders uit naar de eenheden in het land om zich voor te bereiden op de systematische uitdrijving van de Palestijnen uit uitgestrekte gebieden van het land.. Die groep van elf noemt hij de "Consultancy" en zij staat onder leiding van David Ben Goerion. Pappe doceert en woont in Engeland.
Benny Morris daarentegen heeft zijn standpunten na 2002 enigszins genuanceerd waarop hij door andere Nieuwe Historici van verraad van het "linkse denken" en "zionistische propaganda" werd beschuldigd. Sommige van zijn critici stellen zelfs dat zijn nuanceringen het gevolg moeten zijn geweest van hersenchirurgie.

## Hoofdthema's
Hoofdthema's van de Nieuwe Historici zijn:
1. Volgens de traditionele lezing wilden de Britten de oprichting van een Joodse staat verhinderen; de Nieuwe Historici daarentegen stellen dat de Britten een Palestijnse staat wilden vermijden
2. Volgens de traditionele lezing hadden tijdens de Arabisch-Israëlische Oorlog van 1948 de Palestijnse vluchtelingen vrijwillig hun huizen verlaten; de Nieuwe Historici stellen dat de vluchtelingen deels waren verdreven
3. Volgens de traditionele lezing was tijdens de oorlog van 1948 de machtsverhouding tussen de zionistische en Arabische troepen in het voordeel van de Arabieren; de Nieuwe Historici stellen dat zowel in manschappen, als in bewapening Israël een overwicht had
4. Volgens de traditionele lezing hadden de Arabische staten een gecoördineerd plan om de nieuwe Joodse staat te vernietigen; de Nieuwe Historici stellen dat de Arabieren onderling verdeeld waren en geen eenduidig beleid hadden
5. Volgens de traditionele lezing stond de onverzoenlijke houding van de Arabische leiders een vreedzame oplossing in de weg; de Nieuwe Historici stellen dat vooral Israël debet was aan het vastgelopen vredesproces

### Visies over de Palestijnse vluchtelingen
Morris schreef diverse boeken over de vlucht van de Palestijnen tijdens de Nakba. Bij onderzoek in Israëlische archieven, vond hij tegenstrijdige documenten en zette vraagtekens bij het officiële Israëlische verhaal over de Nakba, dat zegt dat de Palestijnen tijdens de Arabisch-Israëlische Oorlog van 1948 voornamelijk Palestina ontvluchtten op bevel van de Arabische leiders en niet door systematische verdrijving door zionistische milities.
Als reactie op heftige kritiek van conventionele zionistische historici, kwam Morris in 2001 met een meer genuanceerde opvatting. Hij stelde, dat de vluchtelingencrisis niet vooraf was gepland. Volgens hem waren de vlucht en verdrijving van de Arabieren uit Palestina in de periode rond 1948 dus niet een etnische zuivering, maar een logisch gevolg van de oorlog en waren  de Palestijnen en hun Arabische buren er grotendeels zelf de schuld van. Waar het de hedendaagse Palestijnse vluchtelingen betreft, ziet Morris deze als een potentiële vijfde colonne en stelt dat hun terugkeer naar het huidige Israël niet reëel is. Volgens Morris was het ook logisch,  dat de bevolkingsgroepen zo veel mogelijk gescheiden zouden moeten worden en dat een Arabische overwinning in de oorlog tot een slachting onder de Joden zou hebben geleid.
Laila Parsons, die afstudeerde onder supervisie van Avi Shlaim, stelde daarentegen dat de IDF handelde volgens een zorgvuldig gestructureerd plan om de Palestijnen te verdrijven, teneinde een levensvatbare zionistische staat te kunnen creëren. Ze wees er op, dat dorpen van de Druzen selectief werden gespaard en stelde, dat de Israëlische geschiedschrijving en visies bewust zijn verdraaid, om een gemeenschappelijk verleden van Joods-Druzische vriendschap te creëren.

Volgens onder andere Ilan Greilsammer, werd door Ben-Gurion en andere zionistische leiders de mythe bedacht, dat Arabische leiders in 1948 de Palestijnen opriepen om tijdelijk de regio te verlaten, om weer terug te kunnen keren nadat de Joden waren gedood en hun lichamen in de zee waren gegooid. Door dit narratief zou de verantwoordelijkheid voor de Nakba volledig op de Arabieren zelf worden geschoven en zou de Israëlische regering geen enkele schuld aan dit drama hebben gehad. Het zou ook de weigering om Palestijnen te laten terugkeren rechtvaardigen.

## Censuur
De belangrijkste aanzet tot het ontstaan van de Nieuwe Historici was het openstellen van voorheen geheime staatsarchieven. De laatste jaren wordt steeds meer duidelijk, dat er nog altijd door de Israëlische overheid documenten geheim worden gehouden, die informatie bevatten waarvan openbaarheid als ongewenst wordt beschouwd. Dit zou met name tot doel hebben, om bewijzen voor de verdrijving van de Palestijnen in 1948 te verhullen. Onderzoekers ontdekten zelfs, dat documenten die aanvankelijk waren vrijgegeven, na openbaarmaking door historici weer opnieuw werden gecensureerd.
Historica Tamar Novick vond een incompleet document zonder vermelding van de herkomst, over bloedbaden en plunderingen in 1948 in het vernietigde Palestijnse dorp Safsaf, dat veroverd werd door de IDF. Benny Morris schreef over een document dat ging over dezelfde gebeurtenissen, maar Novick ontdekte na de publicatie daarover, dat het document op last van het Ministerie van Defensie weer achter slot en grendel was geplaatst.
Ook Morris zelf ondervond, dat eerder openbaar gemaakte documenten later weer waren verzegeld. Een van de documenten was een Shaidocument over "Migration of Eretz Yisrael Arabs" uit 1948. Hij miste ook documenten over het bloedbad van Deir Yassin. Morris' vader Ya’akov had in 1948 voor het Ministerie van Buitenlandse Zaken een boekje geschreven, waarin beweerd werd dat er geen bloedbad in Deir Yassin had plaatsgevonden en dat dit verhaal er slechts een van een serie Arabische sprookjes was. De linkse Mapaivleugel en de Laborbeweging hadden er tegen geprotesteerd. Het boekje werd in 1969 toch over de wereld verspreid en later door Herut ook in Israël. In 1971 werd er opnieuw over geklaagd en het bloedbad bevestigd, maar Herutleider Menachem Begin, die de Irgun destijds had geleid, bleef ontkennen. De correspondentie over het boekje en ook het boekje zelf werden na 2004 uit de archieven gehaald en weggeborgen. Hetzelfde lot onderging materiaal uit april 1948 van Haganah-intelligenceofficieren over het bloedbad.
Het afgelopen decennium hebben teams van het Ministerie van Defensie de archieven doorzocht, om historische documenten te verwijderen, onder andere om bewijzen van de Nakba te verbergen. Haaretz ontdekte, dat getuigenissen van IDF-generaals waren verborgen over het doden van burgers, het vernietigen van dorpen en het verdrijven van Bedoeïenen in het decennium na 1948. Ook werden interviews gecensureerd, afgenomen door het Yitzhak Rabin Center, over de verdrijving van Palestijnen en het vernietigen van dorpen om hun terugkeer te verhinderen. Het verbergen van documenten is onder andere bedoeld, om studies naar de oorsprong van het vluchtelingenprobleem te ondermijnen. Andere redenen zijn de noodzaak om de toegang van Arabische burgers tot de arbeidsmarkt destijds te beperken en het herstel van verwoeste dorpen te voorkomen. Ook het verhullen van getuigenissen over de verdrijving van Bedoeïenen uit de Negev wordt als reden genoemd.
In juli 2019 schreef Morris hierover, dat Israël's verhulling van de Nakbadocumenten dwaas en kwaadaardig is, zoals typisch voor totalitaire regimes. Het verbergen van belastend materiaal over feiten die al lang gepubliceerd zijn, noemde hij verbijsterend. Volgens Morris hoopt het Ministerie van Defensie daarmee twijfel te zaaien over de conclusies en geloofwaardigheid van bepaalde wetenschappers, inclusief Morris zelf. De Malmabafdeling van het Ministerie wil volgens hem de historie van de Joodse staat herschrijven en witwassen.
Hoewel een deel van de documenten op internet openbaar is gemaakt, is veel nog altijd niet toegankelijk, ondanks het verlopen van de geheimhoudingstermijn. Veel materiaal is alleen deels toegankelijk voor Israëlisch-Joodse onderzoekers. De Nationale Bibliotheek heeft zo'n 30.000 boeken, die niet toegankelijk zijn voor de meeste Palestijnen. Voor zover er databases van archieven zijn, zijn deze gewoonlijk alleen te doorzoeken in Hebreeuws en Engels, niet in Arabisch.

## Kritiek
Efraim Karsj, heeft de Nieuwe Historici ervan beschuldigd systematische geschiedvervalsing te plegen.
Men verweet de Nieuwe Historici veelvuldig de schuld bij enkel de Israëlische zijde te zoeken en de vroegere protagonisten te meten aan hedendaagse moralistische maatstaven, zonder de historische context in beschouwing te nemen. Een ander punt van kritiek was dat de Nieuwe Historici het onderwerp zouden benaderen vanuit een linksradicaal en marxistisch perspectief.
Daarnaast is een punt van kritiek dat de Nieuwe Historici zich vrijwel alleen richten op Israëlische bronnen en dat de schaars gebruikte Arabische bronnen vaak ook via het Engels worden geraadpleegd. Zo zegt Shlaim dat hij geen Arabische bronnen hoeft te gebruiken omdat hij de Israëlische geschiedenis beschrijft en stelde Benny Morris dat hij uit de Israëlische geschiedschrijving de Arabische posities kan extrapoleren zonder ze uit de eerste hand te kennen.